# Гнойная хирургия
Гнойная хирургия (англ. purulent surgery) — раздел хирургии, занимающийся изучением вопросов лечения и профилактики заболеваний с гнойной хирургической инфекцией.
По способу расположения очагов гнойные инфекции делятся на местные и общие. В зависимости от места расположения на теле или в организме человека, гнойная инфекция может иметь определенные симптомы и особенности проявления.